# Бондар Олександр Григорович
Бондар Олександр Григорович (нар. 14 грудня 1974) — український науковець, виконуючий обов'язки ректора, перший проректор Запорізького національного університету, доктор юридичних наук, професор, професор кафедри цивільного права, член Науково-консультативної ради при Голові Верховної Ради України.

## Біографія
- 1996 - закінчив юридичний факультет Запорізького державного університету (ЗДУ)

- 1996-1997 - асистент кафедри цивільного права юридичного факультету ЗДУ

- 1999 – викладач кафедри земельного та екологічного права юридичного факультету

- 1999-2005 - старший викладач кафедри земельного та екологічного права

- 2000 - заступник декана юридичного факультету з навчальної роботи

- 2005 - захист кандидатської дисертації на тему «Земля як об’єкт права власності за земельним законодавством України», спеціальність 12.00.06 – земельне право; аграрне право; екологічне право; природоресурсне право

- 2015 - захист докторської дисертації на тему «Контрольно-наглядова діяльність у сільському господарстві України: аграрно-правовий аспект», спеціальності 12.00.06 – земельне право; аграрне право; екологічне право; природоресурсне право та 12.00.07 – адміністративне право і процес; фінансове право; інформаційне право

- 2012 - присвоєно вчене звання доцента

- 2019 - присвоєно вчене звання професора кафедри цивільного права

- перший проректор, виконуючий обов'язки ректора Запорізького національного університету.

## Нагороди
- 2019 - нагороджений Почесною грамотою Верховної Ради України «За заслуги перед Українським народом»[1].

## Коло наукових інтересів
- Правове регулювання публічного управління у земельній та екологічній сфері,
- правове регулювання контрольно-наглядової діяльності,
- правове регулювання відносин власності на землю,
- правові проблеми вищої освіти в Україні,
- питання поєднання міждисциплінарних підходів щодо забезпечення раціонального природокористування.

## Дисципліни
- Земельне право
- Доктринальні аспекти розвитку земельного та аграрного права
- Актуальні проблеми теорії природоресурсного права.

## Профілі
- ORCID[2]
- Google scholar[3]